# Chthonius virginicus
Chthonius virginicus är en spindeldjursart som beskrevs av Chamberlin 1929. Chthonius virginicus ingår i släktet Chthonius och familjen käkklokrypare. Inga underarter finns listade i Catalogue of Life.